# Neoscona subfusca
Neoscona subfusca är en spindelart som först beskrevs av Carl Ludwig Koch 1837.  Neoscona subfusca ingår i släktet Neoscona och familjen hjulspindlar.

## Underarter
Arten delas in i följande underarter:
- N. s. alboplagiata
- N. s. pallidior